# Chiesa di San Matteo (Bisceglie)
La chiesa di San Matteo è una chiesa di Bisceglie edificata nell'XI secolo all'interno della cinta muraria, nell'omonimo largo, e ricostruita nel XVII secolo.

## Storia

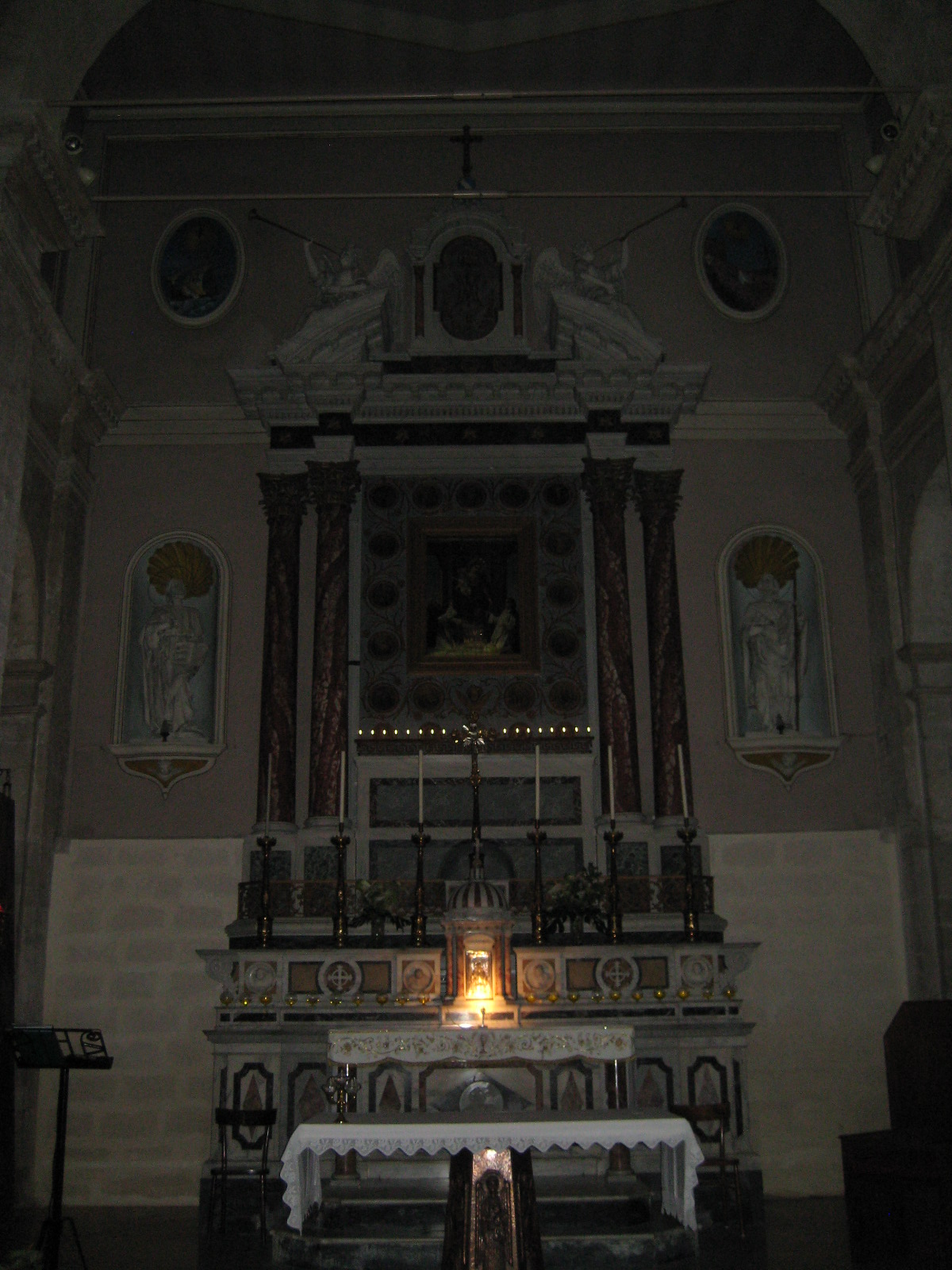
L'altare dedicato alla Madonna di Pompei

La chiesa venne eretta nel 1080 sotto il vescovo Mancusio. Nel 1099, sotto l'episcopato di Stefano, fu concessa in parrocchia e dedicata all'apostolo Matteo alle genti dei casali di Giano e Sagina, che chiedevano di trasferirsi all'interno del primo nucleo urbano fortificato a causa delle incursioni dei predoni.
Nel 1608, la chiesa di San Nicolò fu chiusa al culto perché in precarie condizioni statiche e unificata æque principalitèr alla chiesa di San Matteo da Alessandro Cospi, vescovo di Bisceglie.
Dopo il 1609, la denominazione del nuovo organismo sorto dalla fusione sarà quello di “chiesa collegiata e parrocchiale dei Santi Matteo e Nicolò unite”.
Nei primi anni del Seicento la chiesa di San Matteo venne gravemente danneggiata da un incendio. Recuperata, venne riaperta al culto nel 1628 e il 25 luglio 1692 fu consacrata dal vescovo di Bisceglie Pompeo Sarnelli.
Tra il 1883 ed il 1964 l'edificio venne assoggettato ad ulteriori lavori di ampliamento e restauro. Sul finire dell'Ottocento venne addossato alla facciata un nuovo corpo di fabbrica, di modeste dimensioni, destinato a vestibolo d'ingresso. Nel 1964, a causa della fatiscenza muraria, furono avviati lavori straordinari per il consolidamento statico della struttura. In tale circostanza si fece ricorso all'uso di tiranti per la neutralizzazione della spinta operata dalla volta di copertura.

## Descrizione

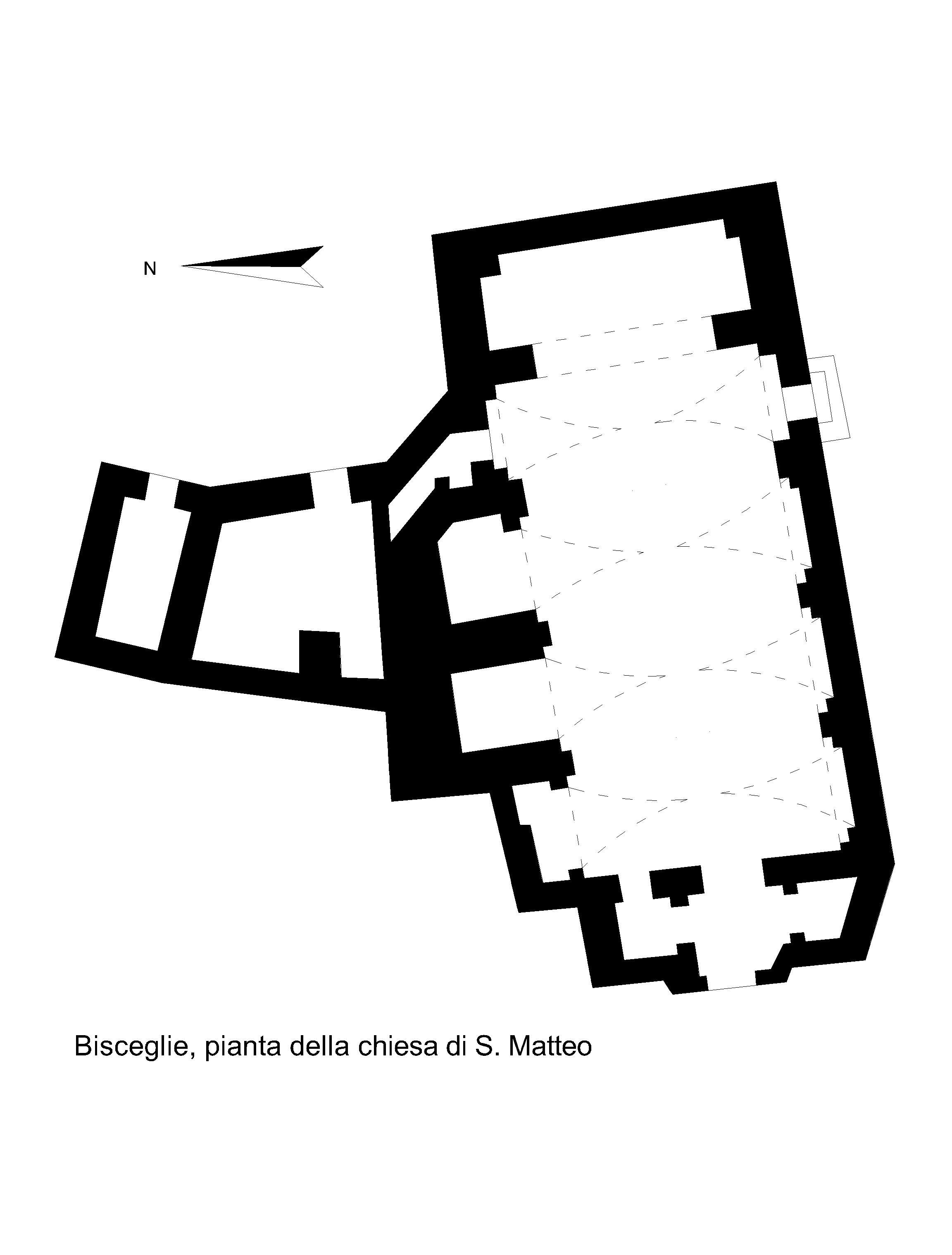
Pianta della chiesa di S. Matteo

La chiesa di San Matteo possiede un impianto longitudinale ad unica navata, orientata sull'asse est – ovest, e con transetto non emergente.
Internamente, la pianta è fiancheggiata da un'alternanza di cinque cappelle apparentemente scavate nella struttura muraria e scandite, in elevazione, dall'ordine Toscano, interrotto dall'arco trionfale che preannuncia il transetto e l'altare barocco dedicato alla Madonna di Pompei.
La suddivisione interna è comunicata sul fianco esterno della chiesa, posto a mezzogiorno, dalla presenza di cinque finestre rettangolari prossime alla copertura. Queste ultime sono arricchite da semplici modanature disposte intorno alle aperture e da angoli di spalla.
La navata della chiesa è coperta da una volta a botte con lunette cilindriche.
La facciata presenta un vestibolo di modeste dimensioni ad essa addossato, caratterizzato da un arco a tutto sesto sovrastato da un timpano, in cui è racchiuso il simbolo della confraternita del Sacro Cuore.
Per quanto la forma dell'edificio risulti assai semplice e la sua storia piuttosto antica, non è possibile attribuirne uno stile architettonico. Resta comunque il fatto che la chiesa, nonostante la stratificazione di segni derivati dalla ricostruzione e dai successivi restauri, presenta un linguaggio architettonico classico, modesto e moderato.
L'apparecchiatura della struttura muraria in pietra calcare locale, disposta a corsi regolari nel basamento e in alcune parti visibili della facciata, testimonia la presenza di antichi elementi originari sopravvissuti al tempo ed all'incendio che devastò la chiesa nei primi anni del Seicento. Su di essa è possibile ritrovare antiche tracce di costruzione.
Su di essa si eleva una evidente cortina muraria in tufo che esprime il segno della discontinuità fra ciò che rimane dell'antico edificio e la ricostruzione conclusasi nel 1628. Anche la torre campanaria, che rappresenta la punta più emergente nello skyline del centro storico di Bisceglie, è realizzata in tufo locale.
All'interno i partiti decorativi delle cappelle appaiono più elaborati rispetto all'architettura dell'edificio.
Fino ai primi anni cinquanta del Novecento, la chiesa possedeva un antico organo a canne disposto sul lato sinistro della sagrestia e suonato dall'organista ed organaro Giovanni Paciullo, originario di Taranto.
Nella chiesa sono conservate le seguenti opere:
- Madonna di Costantinopoli incoronata da angeli. Dipinto su tavola a fondo d'oro (67 x 50 cm) attribuito all'artista cretese Angelo Bizamano. L'opera bizantina fu commissionata nel XVI secolo dal vescovo Sifola. L'influsso cretese-otrantino, evidente nelle sfilacciature luminose delle pieghe e nel colore rosso acceso colato sulle vesti, si mescola a motivi occidentali suggeriti dall'ambiente locale. L'immagine sacra è disposta sull'altare della seconda cappella a sinistra in una cornice barocca in legno intarsiato e dorato.
- Madonna del Rosario con Bambino e Santi. Il dipinto, a olio su tela, venne realizzato nella prima metà del Settecento dal pittore molfettese Corrado Giaquinto. L'opera rappresenta la Vergine mentre porge il rosario a San Domenico, con San Nicola, in ginocchio a destra, e San Matteo in piedi con manto rosso.
- San Pietro penitente. Dipinto eseguito dal pittore biscegliese Girolamo Palumbo del XIX secolo.
- Gesù crocifisso. Dipinto proveniente dalla chiesa del Purgatorio attribuito ad un autore anonimo del XVII secolo.
- Dipinto di San Nicola e Sant'Ignazio di Loyola di scuola napoletana del XVIII secolo.
Attualmente la chiesa è sede della confraternita del Sacro Cuore.

## Altre immagini

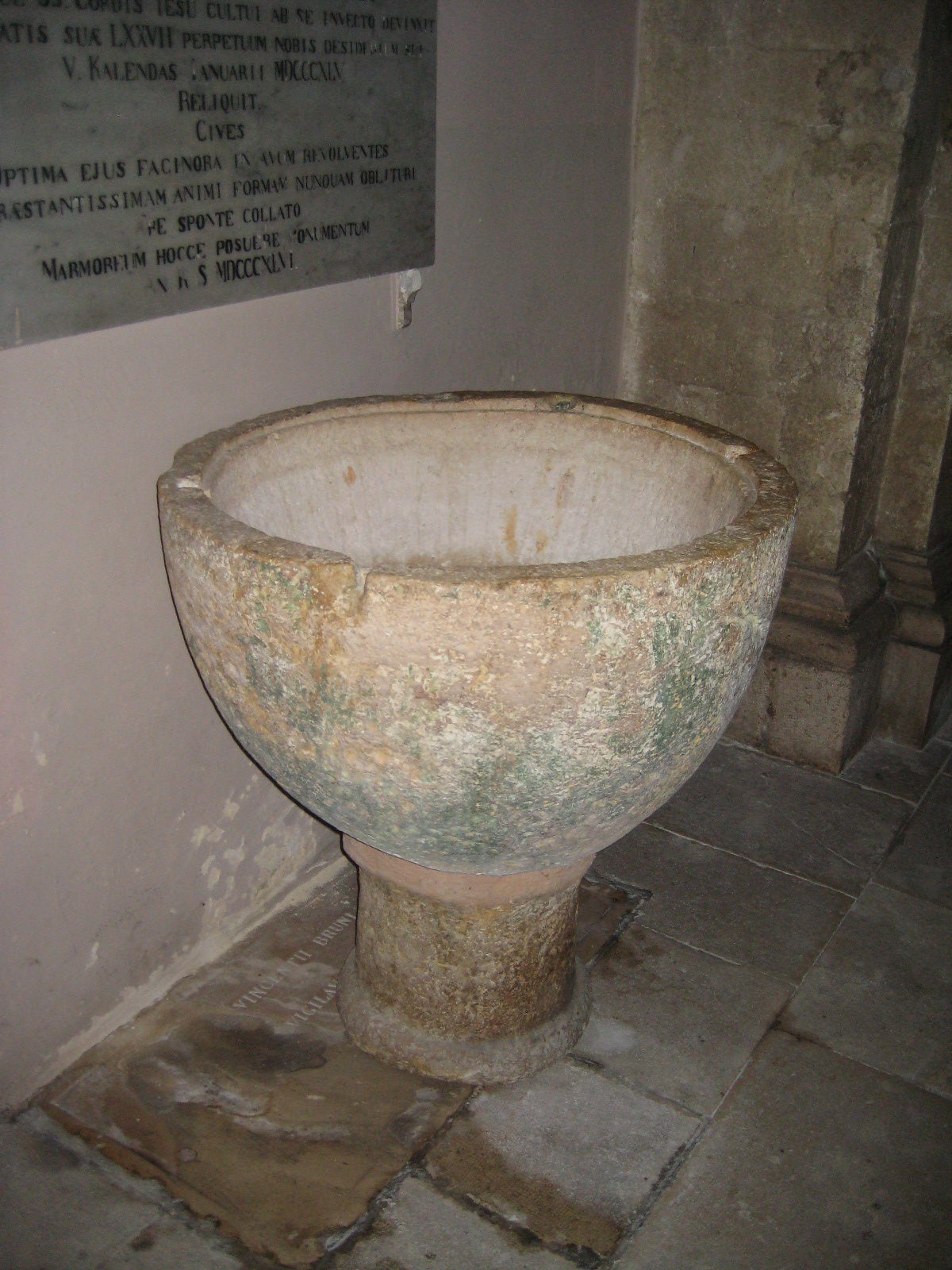
Fonte battesimale all'interno della chiesa
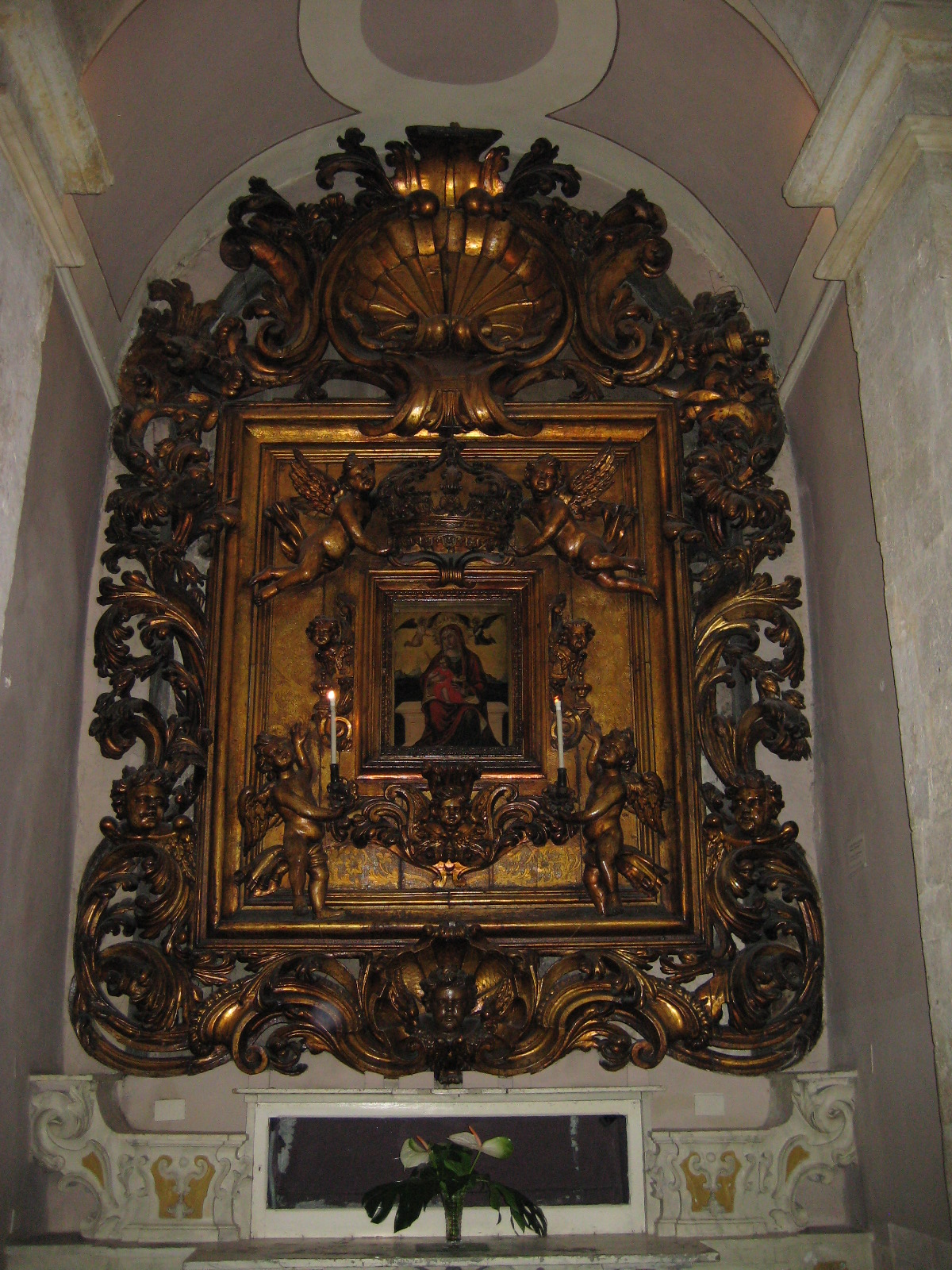
La Madonna di Costantinopoli. Opera di Angelo Bizamano
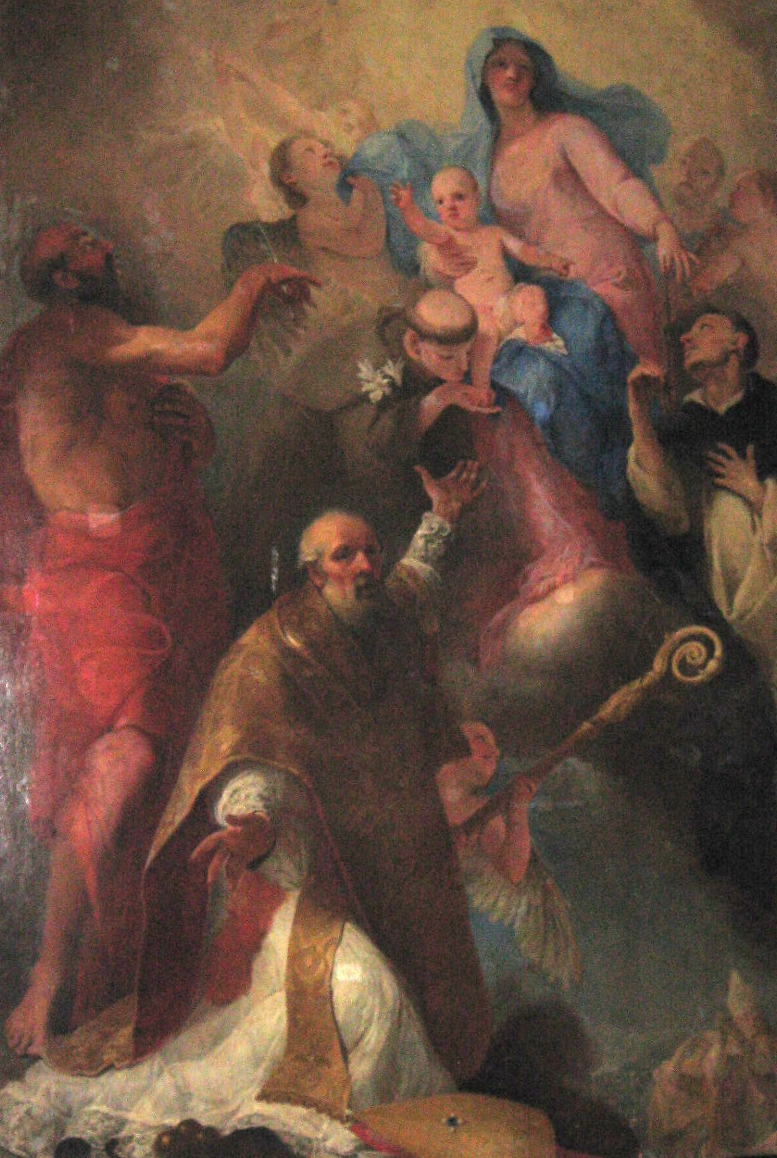
La Madonna del Rosario. Opera di Corrado Giaquinto
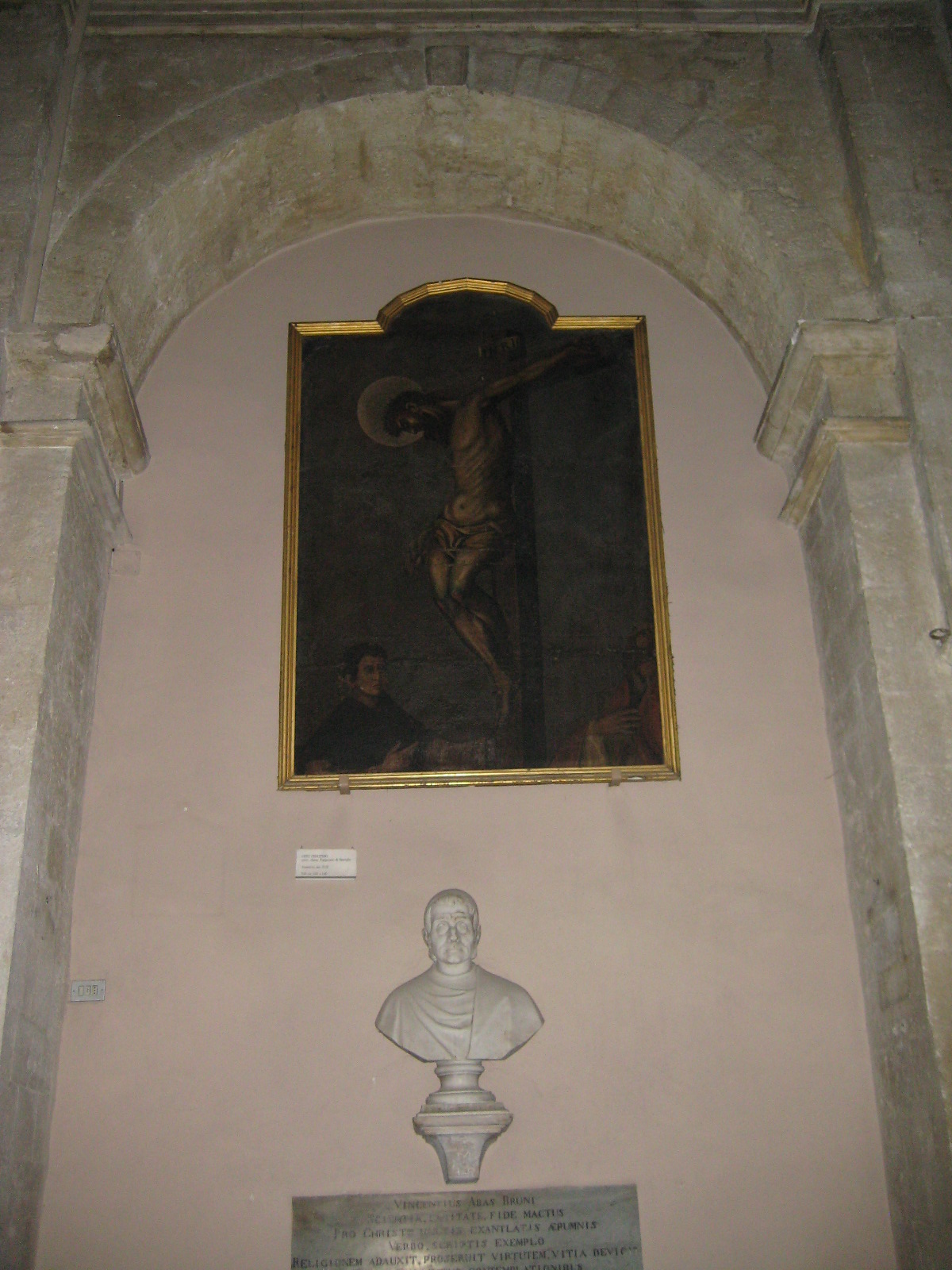
Gesù crocifisso. Opera di Autore ignoto del XVII secolo